# Luis Lucia Lucia
Pour les articles homonymes, voir Luis Lucia et Lucia.
Luis Lucia y Lucia (en castillan) ou Lluís Lúcia i Lúcia (en catalan), né à Les Coves de Vinromà le 17 octobre 1888 et mort à Valence le 5 janvier 1943, est un avocat, journaliste et homme politique espagnol. Lié au traditionalisme puis à la démocratie chrétienne, il fonda en 1930 la Droite régionale valencienne, parti conservateur et catholique, intégré à la Confédération espagnole des droites autonomes (CEDA), qui joua un rôle important pendant la Seconde République et dans les rangs de laquelle il fut député aux Cortes  et ministre des Travaux publics et des Communications.
Il est le père du réalisateur Luis Lucia Mingarro et grand-père maternel du juriste Lluís Aguiló.

## Biographie

### Enfance et jeunesse
Il naquit à Les Coves de Vinromà, dans la province de Castellón, le 17 octobre 1888, où son père travaillait comme notaire, dans une famille nombreuse (de douze enfants, dont seuls cinq survécurent, Luis étant le plus jeune). Ses parents étaient tous deux originaires  de la province de Teruel (de localités différentes). Alors qu'il était encore enfant, il s'installa avec sa famille à Nules — ville à laquelle il resta profondément lié —, où son père fut nommé notaire à titre définitif. Des années plus tard, il eut également des intérêts agricoles dans cette ville. Il fit ses études secondaires en tant qu'interne au prestigieux Collège de Saint Joseph de la ville de Valence dirigé par les jésuites. Dans la même ville, il apporta son soutien aux campagnes sociales du père Vicent. Il fit des études de droit, tout d'abord à l'université de Valence — où il dirigea les Jeunesses carlistes —, et les termina en 1911 à Saragosse. Il épousa María Mingarro Roca, de Castellón.

### Activité politique
Dès sa prime jeunesse, il milita dans le traditionalisme valencien, se démarquant comme un jeune homme prometteur. Il débuta dans le journalisme en collaborant à l'hebdomadaire carliste El Guerrillero, dont il prit la direction dans les premiers mois de 1909,. En 1911, il devint membre de la rédaction du nouveau journal catholique Diario de Valencia,. En 1912, âgé de vingt-quatre ans, il fut nommé directeur par intérim de ce journal, poste qu'il occupa jusqu'en 1914. En tant que propagandiste actif dans le domaine du catholicisme social, il revint en 1918 à la direction du journal, cette fois de façon permanente, poste qu'il occupa jusqu'au déclenchement de la guerre civile.
Selon Joaquín Arraràs, à l'avènement de la dictature de Primo de Rivera, il perdit foi dans la doctrine traditionaliste, la jugeant inefficace pour faire face aux défis qui se présenteraient à la chute du régime. Selon la Gran Enciclopèdia Catalana, sa prise de distance remonte à la scission du mellisme en 1919. Il appartient à l'Asociación Católica de Propagandistas.
Fondateur, président et principale figure de la Droite régionale valencienne en 1930, il fut député au Congrès  pour Valence aux élections de novembre 1933 et de février 1936. Ses positions évoluèrent progressivement vers une acceptation de la participation démocratique et, enfin, vers une défense affirmée de la République comme modèle de cohabitation et d'une conception résolument réformiste, qui allait à l'encontre de la majorité des militants du parti.
Il fonda avec José María Gil-Robles la Confédération espagnole des droites autonomes (CEDA) dont il fut vice-président. Il fut brièvement ministre à deux reprises : une première fois au portefeuille des Communications sous le gouvernement constitué le 6 mai 1935, avec Alejandro Lerroux comme président du Conseil, et la seconde comme ministre des Travaux publics et des Communications dans le gouvernement formé le 21 septembre 1935 sous la présidence de Joaquín Chapaprieta.
Au fil du temps, les positions de Gil-Robles et de Lucia s'éloignèrent peu à peu, le second fuyant le personnalisme excessif du premier. « Son rôle dans les moments les plus critiques de la Seconde République — août [19]32, juillet [19]36 — fut pacificateur et constructif, modérant à plusieurs reprises les pulsions et les colères de Gil Robles ». Lors de la campagne électorale de février 1936, Lucia s'efforça de tempérer l'élan autoritaire du chef de la CEDA et de bâtir des ponts avec les républicains conservateurs de Maura.
Lucia faisait ainsi figure d'exception dans la DRV en demeurant fidèle au régime, tandis que la majorité des militants du parti faisaient preuve de duplicité , défendant en façade l'ordre légal républicain et ourdissant un complot contre lui dans l'ombre.

### Guerre civile

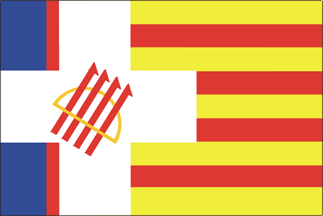
Drapeau de la Droite Régionale Valencienne.

Après l'assassinat de Calvo Sotelo il fuit en France, mais revint le 17 juillet, la veille de la tentative de coup d'État nationaliste qui déclencha la guerre civile et à l'issue duquel il se prononça clairement en faveur du gouvernement républicain à travers un télégrame adressé au ministre de l'Intérieur,.
Malgré cette position sans équivoque, en raison de ses antécédents de droite et catholique, il fut poursuivi par les républicains. Après l'effondrement de l'ordre légal et le chaos dans l'arrière-garde républicaine, il se cacha, d'abord à Cantavieja (Teruel), puis isolé dans une maison d'une petite localité de Castellón, où il vécut pendant cinq mois. Il fut finalement trahi et emprisonné, d'abord à Valence, puis à la prison Modelo de Barcelone. Devant la chute imminente de la ville aux mains des franquistes le 26 janvier 1939, Lucia et d'autres prisonniers de droite furent libérés par un diplomate déguisé en garde d'assaut. Lucia quitta la ville et se cacha en attendant l'arrivée des troupes franquistes.

### Après-guerre
Lucia fut arrêté le 14 février par les troupes de Franco. À l'issue d'un jugement sommaire, il fut condamné à mort treize jours plus tard pour ne pas avoir soutenu le soulèvement militaire. Son télégramme d'adhésion à la République, qui n'avait pas été considéré par les autorités républicaines, fut considéré comme une preuve de charge pour les nouveaux pouvoirs.
Sa peine de mort fut commuée par Franco sept jours après la condamnation — après la médiation décisive de l'archevêque de Valence Prudencio Melo — en trente ans de prison. En juillet 1941, le reste de la peine qu'il n'avait pas encore purgée fut commuée en une peine d'assignation à résidence, qu'il devait purger à Majorque. Gravement malade, il fut autorisé à retourner à Valence, où il mourut d'un cancer du foie dans la nuit du 5 janvier 1943.

## Production écrite
Il est l'auteur du livre intitulé Salterio de mis horas, cantique spirituel écrit lors de son séjour à la prison Modelo de Barcelone, où il fut emprisonné d'abord par le gouvernement républicain puis par le régime franquiste. Après quelques années d'oubli dues à la censure franquiste, il fut publié à Valence en 1953. Des années plus tard, il fut plagié par le Père Marcial Maciel, fondateur des Légionnaires du Christ, dans son livre El salterio de mis días.